# Vsetín
Vsetín là một thị trấn thuộc huyện Vsetín, vùng Zlínský, Cộng hòa Séc.